# Francesc Xavier de Cabanes i d'Escofet
Francesc Xavier de Cabanes i d'Escofet   (Solsona, 1781 - Madrid, 1834) va ser un militar, historiador i empresari català, germà de Josep Marià de Cabanes i d'Escofet.

## Biografia
La seva família procedia d'una nissaga de l'aristocràcia francesa. Va ser fill de Marià de Cabanes, natural de Solsona, i de Josepa Escofet, natural de Barcelona.
Com a militar va patricipar en l'expedició de Menorca (1801) on va ser fet presoner, en la guerra de Portugal (1807) i la guerra del Francès (1808-1814). En aquesta darrera, estant sota les ordres del general Lacy, va ser qui va proposar-li de fortificar el Pla de Busa per a convertir-lo en una plaça militar de primer ordre. El 1833 va ser ascendit al grau de Mariscal. A la capella de la Mare de Déu del Claustre s'hi guarden les medalles militars que li van ser atorgades en el decurs de la guerra del Francès i que foren donades per les seves nebodes Mercè i Pilar de Bassols i de Cabanes.
Com a historiador va centrar la seva obra fonamentalment en l'estudi i anàlisi de la guerra del Francès, essent la seva obra més remarcable la Historia de las operaciones del ejército de Cataluña en la Guerra de la usurpación, o sea de la Independencia (1815). El 1816 va ser nomenat membre de l'Acadèmia de Bones Lletres.
En la seva faceta d'empresari destaca la seva participació com un dels tres socis fundadors de la companyia Diligencias Generales, fundada a Barcelona el 16 de juny de 1818 que va ser qui va establir el primer servei de diligències a Espanya (la línia regular de diligències de Barcelona a Madrid. També va realitzar proves de transport fluvial al Tajo entre Aranjuez i Lisboa i va publicar la primera Guia General de Correos, Postas y Caminos del Reino de España, con un mapa itinerante de la Península, editada a Madrid el 1830.